# Илия Чавчавадзе
Илия Чавчавадзе (грузински: ილია ჭავჭავაძე) е грузински писател, поет, журналист, адвокат и благородник (княз), който допринася за възраждането на Грузинското национално движение през втората половина на 19 век по време на руската власт в Грузия. Считан е за един от основоположниците на съвременна Грузия.
Неговите най-известни творби са „Хермит", „Призракът", „Вдовицата Отараант", „Крадецът Како", „Щастливата нация", „Писмата на един пътник" и „Човекът човек ли е?". Главен редактор в периодиката „Сакартвелос моамбе" (1863 – 1877) и „Иверия" (1877 – 1905). Тема на повечето му произведения са Грузия и грузинците като цяло. Чавчавадзе е предан защитник на грузинския език и култура от русификацията.
Чавчавадзе е фатално ранен в Цицамури, извън Мцхета от банда убийци. Наследството му спечелва дълбоко възхищение и адмирация.
През 1987 г. е канонизиран като Свети Илия Праведен от страна на Грузинската православна църква. В съвременността грузинците го наричат „Некоронясаният крал" и „Баща на отечеството".